# Станкович, Деян (игрок в пляжный футбол)
Деян Станкович (серб. Дејан Станковић / Dejan Stanković; род. 25 августа 1985, Белград) — швейцарский футболист, нападающий итальянского «Виареджо» и сборной Швейцарии.
Помимо участия в российских соревнованиях, Деяна часто приглашают на различные турниры другие пляжные футбольные клубы.

## Биография
В возрасте 11 лет переехал вместе с семьёй из Сербии в Швейцарию.
В 2018 году провёл 300-й матч за сборную Швейцарии по пляжному футболу.

## Достижения

### Командные
- Серебряный призёр Чемпионата мира: 2009
- Бронзовый призёр Чемпионата мира: 2021
- Победитель Евролиги (2): 2012, 2022
- Серебряный призёр Евролиги (2): 2011, 2020
- Бронзовый призёр Евролиги: 2013
- Обладатель Кубка Европы: 2005
- Серебряный призёр Кубка Европы (3): 2008, 2009, 2014
- Бронзовый призёр Кубка Европы: 2012

### Личные
- Лучший футболист Чемпионата мира: 2009
- Лучший бомбардир Чемпионата мира: 2009
- Лучший футболист Евролиги: 2007
- Лучший бомбардир Евролиги: 2015
- Лучший бомбардир Кубка Европы: 2009